# Гольский, Станислав
Станислав Гольский (пол. Stanisław Golski, ум. 1612) — военный деятель Речи Посполитой, воевода русский (с 1603), подольский (с 1599), кастелян галицкий (с 1594), староста барский и летичевский.

## Биография
В качестве ротмистра королевского войска Станислав Гольский принимал участие в русско-польской войне 1577—1582 годов. После этого служил в кварцяном войске в Подолии, принимая участие в боях с татарами.
В целях обеспечения обороны Речи Посполитой от татар в 1583 году великий канцлер коронный Ян Замойский отправил Станислава Гольского с посольством к господарю Валахии Михне II. В 1595 году Станислав Гольский участвовал в походе Яна Замойского в Молдавию, в результате которого на молдавский трон был посажен Иеремия Могила. В 1597 году он был в составе посольства, отправленного в Османскую империю.
В 1605 году Станислав Гольский купил у Николая Вольского Подгайцы и Козову, сделав её своей резиденцией. В годы рокоша Зебжидовского держал сторону короля Сигизмунда III, в битве под Гузовом вместе с Яном Потоцким командовал хоругвью в центре королевского войска.
В 1607—1611 годах Станислав Гольский совершил поездку по Франции, Англии, Испании и Италии. По возвращении на родину командовал коронным войском вместо заболевшего Станислава Жолкевского, отстроил разрушенный татарами в 1610 году Чортковский замок.
Станислав Гольский был похоронен в костёле Св. Станислава доминиканского монастыря в Чорткове, построенном на его пожертвования.

## Семья и дети
Станислав Гольский был женат дважды. В первый раз он женился на Катерине Бучацкой-Творовской, внучке Яна Бучацкого-Творовского; брак был бездетным. Во второй раз он женился на Анне Потоцкой, дочери подчашего подольского и каштеляна каменецкого Андрея Потоцкого; брак тоже был бездетным.